# Успенская церковь (Сваричевка)
Успенская церковь — православный храм и памятник архитектуры национального значения в Сваричевке.

## История
В апреле 2009 года историк архитектуры Виктор Вечерский осуществил автомобильную экспедицию по Черниговщине и Сумщине с целью поиска и фиксации объектов архитектурного наследия. 24 апреля, проверяя журналистскую информацию, Виктором в селе Сваричевка была обнаружена деревянная церковь эпохи украинского барокко. До этого как памятник государством не охранялась: не была в списках местных или вновь выявленных объектов культурного наследия.
После подготовки учётной документации 10 ноября 2009 года научно-методический совет по вопросам охраны культурного наследия Министерства культуры и туризма Украины утвердил протокол экспертной комиссии с выводом о занесении Успенской церкви в реестр как памятник архитектуры и градостроения местного значения, кроме того, было рекомендовано подготовить постановление Кабинета министров Украины о присвоении статуса памятника архитектуры национального значения.
Постановлением Министерства культуры и туризма Украины от 03.02.2010 № 58/0/16-10 (в редакции от 16.06.2011 № 453/0/16-11) церкви присвоен статус памятник архитектуры местного значения.
Постановлением Кабинета министров Украины от 10.10.2012 № 929 «Про занесение объектов культурного наследия национального значения в Государственный реестр недвижимых памятников Украины» («Про занесення об'єктів культурної спадщини національного значення до Державного реєстру нерухомих пам’яток України») зданию присвоен статус памятника архитектуры национального значения с охранным № 250046-Н.

## Описание
Успенская церковь — одна из старейших памятников деревянной монументальной архитектуры Черниговщины, построенная в эпоху украинского барокко и со временем приобретя элементы классицизма.
Успенская церковь построена в 1709 году в знак победы в Полтавской битве. Изначально тридильная церковь — неф с примыкающими алтарём и бабинцом. Неоднократно пристраивалась, например в 19 веке пристроены три притвора в стиле классицизма. В 1873 году с западной стороны к бабинцу была пристроена двухъярусная (четверик на четверике) колокольня (2-й ярус в 1932 году был разобран). Таким образом, вследствие перестроек церковь стала крестообразной.
Деревянная, крестообразная церковь — восьмигранный сруб (восьмерик) с 5-гранной апсидой с востока и удлинённым прямоугольным бабинцом с запада. По обе стороны апсиды расположены срубы ризницы и паламарни. Западный, северный и южный входы украшены 4-колонным портиками с треугольными фронтонами; сохранились резные дверные косяки северного придела. Центральный объём храма — четверик, увенчанный двухзаломным верхом (2 уступа) на восьмерике (форма была изменена во время перестроек 19 века).
Характерная особенность — вытянутые в высоту срубы основных объёмов, и особенно верха неправильной восьмигранной в плане формы. Боковые помещения перекрыты плоским потолком по балкам, средний сруб — однозаломным верхом. В интерьере, как и в экстерьере, боковые помещения подчинены высотно раскрытому пространству центрального верха. Невысокое помещение бабинца открывается в среднее фигурной аркой-вырезом. Развитие форм центрального сруба в высоту подчёркнуто ритмом резных зятяжек-ригелей заломов.
В интерьере сохранились иконостас конца 19 века, фрагменты иконостаса 18 века, а также резные детали иконостаса церкви из Вишнёвки (которая не сохранилась).